# Hugo Loudon
Jhr. Hugo Loudon (Den Haag, 18 juni 1860 – aldaar, 6 september 1941) was medeoprichter van Royal Dutch Shell. 
Loudon was civiel ingenieur. Hij werkte bij de Zuid-Afrikaansche Spoorweg Maatschappij. In 1890 werd de N.V. Koninklijke Nederlandsche Petroleum Maatschappij (KNPM) opgericht, waar Loudon in 1894 in dienst kwam. Hij begon in 1894 als de man in Indië, die het werk van August Kessler daar ter plaatse voortzette. Met de steun van de Nederlandse overheid werd op Sumatra in Nederlands-Indië naar olie geboord. Hoewel het bestuur van zijn bedrijf na de Duitse invasie naar Curaçao ging, bleef Loudon tijdens de oorlog in Nederland. Hij overleed in 1941 op 81-jarige leeftijd. 
Loudon was commandeur in de Orde van Oranje-Nassau en Ridder in de Orde van de Nederlandse Leeuw.

## Familie
Loudon, lid van de familie Loudon, was de zoon van mr. James Loudon, die op 18 februari 1884 in de Nederlandse adel werd verheven. Loudon trouwde op 26 maart 1903 met Anna Petronella Alida van Marken (1874-1953). Ze kregen drie zonen, onder wie John Hugo (1905-1996) die later bestuursvoorzitter van Shell werd.